# Ріпки (Роменський район)
Рі́пки — село в Україні, в Сумській області, Роменському районі. Населення становить 496 осіб. До 2020 орган місцевого самоврядування — Ріпчанська сільська рада.

## Географія
Село Ріпки розташовано за 4 км від правого берега річки Ромен. На відстані 1 км розташоване село Салогубівка, за 2 км — села В'юнне та Мокиївка.
По селу тече струмок, що пересихає.
Поруч пролягає автомобільний шлях і залізниця, станція Рогинці.

## Історія
Село Ріпки відоме з XVII ст. Під назвою Rzeposzynce вказано на карті Боплана 1648 року. Існує гіпотеза (Авраменко О.Ф., 2020 рік), що село було засноване приблизно у 1600 році переселенцями з території сучасної Польщі. Імовірно, ці переселенці до переселення мешкали у польських селах RZEPKI та SZYNCZYCE. Об'єднання цих двох назв в одну Rzeposzynce і слугувало першою назвою села Ріпки.
Село постраждало внаслідок геноциду українського народу, проведеного урядом СРСР 1923–1933 та 1946–1947 роках.
12 червня 2020 року, відповідно до розпорядження Кабінету Міністрів України № 723-р «Про визначення адміністративних центрів та затвердження територій територіальних громад Сумської області», село увійшло до складу Роменської міської громади.
19 липня 2020 року, в результаті адміністративно-територіальної реформи та ліквідації Роменського району(1930—2020), увійшло до складу новоутвореного Роменського району.

## Соціальна сфера
- Будинок культури.

## Пам'ятки
- Дерев'яна церква Різдва Христового (1764 р.) — пам'ятка архітектури місцевого значення, діючий храм УПЦ МП.
- Могила солдат, що загинули під час другої світової війни

## Видатні особистості
Швайко Володимир — український військовик, учасник російсько-української війни